# Veni, vidi, vici
Veni, vidi, vici (hrvatski: Dođoh, vidjeh, pobijedih) je najpoznatija izreka rimskog državnika i vojskovođe Gaja Julija Cezara.
Upotrijebio ju je u svojem izvješću rimskom Senatu o svojoj neočekivano brzoj pobjedi nad pontskim kraljem Farnakom II. godine 47. prije Krista. Ova izreka nalazi se i u Cezarovu djelu De Bello Gallico [O Galskom ratu].
Ova se izreka danas upotrebljava kad se želi reći da se nešto neočekivano lako i brzo napravilo ili kad se neočekivano brzo i lako riješio neki problem. 